# Billinge (Merseyside)
Pour les articles homonymes, voir Billinge.
Billinge est un village du district métropolitain de St Helens, dans le Merseyside, en Angleterre. D'après le recensement de 2001, sa population est de 6, 554 habitants,.